# Barham (Kent)
Barham – wieś w Anglii, w hrabstwie Kent, w dystrykcie Canterbury. Leży 10 km na południowy wschód od miasta Canterbury i 96 km na wschód od centrum Londynu.
W 2001 miejscowość liczyła 1187 mieszkańców.